# Aeroportul Likiep
Aeroportul Likiep (IATA: LIK) este un aeroport din Insulele Marshall ce deservește zona Likiep Atoll⁠(d).
Situat la o altitudine de 1 m, aeroportul dispune de o singură pistă.